# Parafia Narodzenia Najświętszej Maryi Panny w Rozdzielu
Parafia Narodzenia Najświętszej Maryi Panny – parafia prawosławna w Rozdzielu, w dekanacie Gorlice diecezji przemysko-gorlickiej.
Na terenie parafii funkcjonuje 1 cerkiew:
- cerkiew Narodzenia Przenajświętszej Bogurodzicy w Rozdzielu – parafialna

Obowiązki proboszcza pełni ks. Roman Dubec z parafii katedralnej w Gorlicach.